# Sascha Quaderer

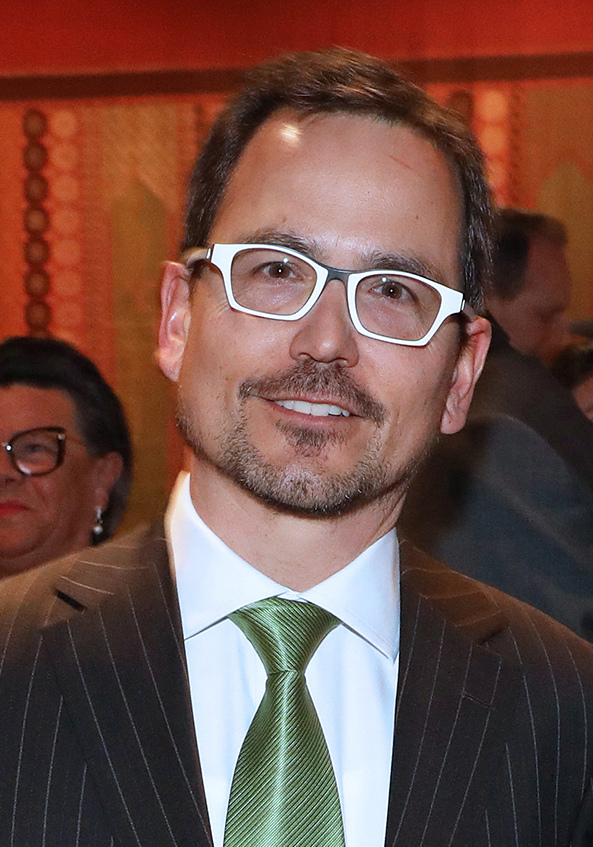
Quaderer (2023)

Sascha Quaderer (* 22. November 1974) ist ein liechtensteinischer Politiker (FBP). Seit 2021 ist er Abgeordneter im liechtensteinischen Landtag.

## Biografie
Sascha Quaderer wuchs in Schaan in einer unternehmerischen Familie auf. Er besuchte die Realschule und das Gymnasium und studierte anschliessend an der Universität St. Gallen Betriebswirtschaft mit Vertiefung auf Klein- und Mittelunternehmen. Drei Jahre später promovierte Quaderer berufsbegleitend zum Doktor der Betriebswirtschaft (Dr.oec.HSG). 
Als Unternehmer ist er mit mehreren Firmen in den Bereichen Recycling und Immobilien tätig. Bevor er sich selbstständig machte, war er Geschäftsführer bei der H. Eggenberger & Cie. AG in Grabs sowie Geschäftsführer sowie Verwaltungsratspräsident der Eggenberger Recycling AG in Schaan und Buchs SG.
Bei der Landtagswahl in Liechtenstein 2021 wurde er für die Fortschrittliche Bürgerpartei in den Landtag des Fürstentums Liechtenstein gewählt.
Quaderer ist verheiratet und hat zwei Kinder.